# スウィングガールズ
『スウィングガールズ』（Swing Girls）は、2004年公開の日本映画。脚本・監督は「ウォーターボーイズ」を手掛けた矢口史靖。東北の片田舎の落ちこぼれ女子高校生がビッグバンドを組んで、ジャズを演奏する青春映画。キャッチフレーズは「ジャズやるべ!」。
ロケは山形県置賜地方を中心に行われ、セリフも山形弁（置賜弁）が使われた。劇場上映は好調に進み、全国各地では次々とロングラン上演に突入。楽器店での管楽器の売り上げが数割ほど伸びるというある種の社会現象まで引き起こすなどといった当初の予想を上回る反響を得た。

## ストーリー
2004年7月、東北地方にある山河高校の落ちこぼれ学生だった鈴木友子ら13人の女子生徒は、夏休みの補習授業をサボるために、 野球の試合の応援に向かった吹奏楽部に届ける予定だった昼食の弁当を業者の代わりに届けることに。移動手段は列車（フラワー長井線）であるが、寝過ごして一駅先の駅に降りてしまい、真夏日の中、線路を辿って目的の駅まで歩いて戻る羽目になり、途中列車に追われ、線路沿いの水田に慌てて飛び込んでしまう。弁当共々全員泥まみれになってしまったが、付近の河原でセーラー服を洗い、なんとか試合会場に辿り着く。吹奏楽部に弁当を届けることができた友子たちだったが、届けた弁当を口にした吹奏楽部のメンバーらが食中毒を発症してダウンしてしまい、緊急搬送された。友達から回ってきた連絡網によって、この一連の騒動が地元のニュース番組に報道されていることを知った。
友子らが列車乗車中に弁当を一つつまみ食いしたおかげで、弁当が食べられず唯一食中毒を免れることができたシンバル担当の気の弱い吹奏楽部員・中村拓雄は、急遽次週行なわれる野球部の試合で応援演奏を行う吹奏楽部員に代わるメンバーを募集することになる。しかし、集まったのはリコーダーしか吹いたことのない関口香織や、所属するロックバンドが解散し、手持無沙汰となったギター担当の渡辺弘美とベース担当の山本由香など、吹奏楽には無縁の生徒たちばかり。そこで野球応援の日、友子の顎に米粒がついていたことによって、弁当が一個足りないことと一連の騒動の犯人を既に知っていた拓雄は、友子たちに責任を取らせる形で吹奏楽部のピンチヒッターとして強引に入部させる。
人数の都合上、ビッグバンドジャズなら組めると思った拓雄によって、1から練習をはじめた友子らは、次第に演奏の楽しさに目覚め、ジャズにのめりこんでいく。しかし、全体練習の最中（曲名: Take the "A" train）、早々に退院して復帰した吹奏楽部の部員らが帰ってきたため、あえなくお払い箱になってしまい、せっかく借りていた金管楽器類を吹奏楽部に返すこととなった。その後はジャズバンド仲間とも疎遠になってしまうが、どうしてもジャズを忘れられない友子と関口は、吹奏楽部が練習している音楽室の中で偶然出会う。その後、友子は近所の楽器店に行ってサックスを買おうとし、35万というあまりの値段の高さに落胆するが、ディスカウントショップにて3万円で売られていた中古のテナーサックスを見つける。母親にねだるが断られ、MacPCや妹の愛用していたプレイステーション2をディスカウントショップに売り、何とか工面して目的のサックスを購入するに至る。余談だが、このテナーサックスを最後まで愛用することになるが、そのストラップには、母親にねだるときに指で遊んでいたカーテンのタッセルが使われている。
2004年10月、友子に引き続き、ジャズバンドの仲間たちも中古品を買うために、スーパーでレジ打ち、試食品係、シール貼り担当に分かれてアルバイトを始め、小遣い稼ぎを始めるが、仲間たちは稼いだお金をブランド品のバッグ等に注ぎ込み、ジャズを諦めてしまう。残った友子、関口、斉藤良江、田中直美、拓雄らはさらにアルバイトを続け、色々あって最終的には、イノシシ捕獲（挿入曲: What A Wonderful World）の報酬金で中古の金管楽器購入に至る。
公園（曲名: In The Mood）やカラオケ店で再び練習を始めたメンバーは、練習にふさわしい場所をなかなか見つけられず、カラオケ店で偶然出会ったパチンコ店店長に紹介され、パチンコ店入り口付近でスウィングガールズとしてジャズを演奏する（曲名: In The Mood）が、あまりの出来の悪さに見物客と店長に追い払われる。
先の見通しが立たず、パチンコ店の前で途方に暮れていた時、ひとりの男性がアドバイスをくれたが、正体を掴めずして男性が逃げ出したため、スウィングガールズは田んぼのあぜ道や、住宅街路地を楽器を担いで追い掛け回す。たどり着いたその男性の家では、部屋中がジャズ一色であるのが窓越しに見え、その中で男性がサックスを演奏している最中であった。しかもそれは数学科の教師小澤忠彦なのであった。成り行きで小澤先生がジャズを教えてくれることになるが、実は小澤はジャズを聴くのは好きなものの、自身での演奏経験は一切なく、部屋で吹いていたサックスも、アドリブ演奏を模した単なるでたらめであった。生徒たちにジャズを教えるべく、近所のヤマハ音楽教室に通いはじめ、その時に指導された内容をメモした紙を頼りに、スウィングガールズを指導していく。練習が終わった帰り道、関口が音響装置付信号機の音楽がジャズであることを発見（曲名: Comin' Through the Rye）し、スウィングガールズはジャズの本質に気付いていく。
その後、スウィングガールズとしてジャズ音楽が板についてきた彼女らを見て、吹奏楽の夢を諦めていた残りのバンドの仲間たちが、身の回りのブランド品を売り、新品の金管楽器を買い占め、再度ジャズバンドに復帰し、スウィングガールズ（&ア・ボーイ）のメンバーが全員揃った（曲名: Make Her Mine）。
2005年2月、いよいよ雪が本格的に降り始める季節に移り変わり、スウィングガールズは東北学生音楽祭の広告を見つけ、ビッグバンドジャズで参加する決意をする。まずは音楽祭にエントリーするために演奏ビデオをとる必要があるため、一面雪に覆われた学校の屋上を用いて撮影を行った（曲名: In The Mood）。指揮は小澤。応募用紙とビデオの郵送を友子が引き受けたものの、生来のずぼらさゆえに投函を忘れてしまう。
後日、吹奏楽部もコンクールにエントリーしていたことがわかり、既に返事を受け取っていると聞いた友子は、ようやく投函を忘れていたことを思い出し、慌ててビデオを投函するのだった。
一方、コンクールに向けて理容室で散髪し終えた拓雄は、ガラス越しに向かいのヤマハ音楽教室に、小澤がコソコソと入店していくところを見かける。教室でサキソフォンを習う小澤を見つけた拓雄は、皆がコンクール前に自信喪失することを恐れ、このことを内密にし、皆にはコンクール当日、小澤が来れなくなったと伝えるに留める。
ビデオを遅れてエントリーした友子だったが、後日、自宅に届いたコンクールからの返信には、応募多数であったため、出場権は先着順でコンクールには出られない旨が書かれてあり、雪の中、呆然とその場に立ち尽くす。
スウィングガールズたちがコンクールに向けて着々と準備を進めていく中、皆にコンクールに出れないことをなかなか言えずにいた友子であった。そして遂に、スウィングガールズたちは会場行きの列車に乗り込んでしまう。友子は皆のテンションについていけず一人離れて座るが、近づいてきた拓雄にようやく真実を打ち明ける。積雪のため、電車が停止した最中、拓雄は友子に代わってスウィングガールズ全員に打ち明けるが、当然ながら友子に対するバッシングが起き、その後、車内は静寂に包まれる。ちょうどその時、乗客のラジオからジャズ曲が偶然流れ出し、スウィングガールズはそれに合わせて演奏を始める（曲名: Take the "A" Train）。 そこに伊丹弥生先生が乗っている大型客用バスが停車中の列車に並列し、豪雪のため、出場キャンセルした東校の代わりに急遽繰り上げで参加できることになったスウィングガールズたちが乗り込んでいく。しかし、あまりの急な展開に、せっかく用意した揃いの衣装を列車の網棚に忘れてしまう。しかし取りに戻る時間もないため、彼女らは衣装を諦め、それぞれセーラー服、学生服で出場することになる。
一方、コンクールは予定通りに進行していき、山河高校スウィングガールズの演奏予定時刻が迫る。司会者がコンクールを締めようとした瞬間、外套を着込み、身体に雪を積もらせたスウィングガールズたちがステージに駆け込んでくる。会場には嘲笑とも言える笑いが起こるが、彼女たちは身体や楽器が冷え切った中、演奏の準備を始める。
関口は慌てて演奏を始めようとするドラムス担当の田中直美を遮り、皆のチューニングを促す。そして楽器だけではなく、自身のコンディションも整ってから、今度こそスウィングガールズの演奏が始まる。コンクールが終わったものと勘違いして、早々と会場を後にした観客達も、会場から聞こえる演奏に踵を返して再度入場する。1曲目の終わりには小澤が会場入りする。（1曲目: Moonlight Serenade、 2曲目: Mexican Flyer、 3曲目: Sing Sing Sing）3曲目はドラムスのソロ演奏から始まり、途中にはトロンボーン担当の関口、トランペット担当の良江、ピアノ担当の拓雄、テナーサックス担当の友子のソロ演奏を含む（エンディング曲: L・O・V・E）。

## キャスト

### スウィングガールズ＆ア・ボーイ
2003年初旬に行われた映画「スウィングガールズ」のオーディションによって集まった17人の俳優によって、今作の為だけに結成されたスウィングジャズビッグバンド。映画の劇中においては、食中毒で演奏ができなくなった吹奏楽部のピンチヒッターというきっかけから紆余曲折を経て結成された。山河高校1年生の女子生徒16名と男子生徒1名、合計17名で構成される。バンドの正式名称は「スウィングガールズ＆ア・ボーイ（Swing Girls and a Boy）」、略して「スウィングガールズ」とも呼ばれる。
- 鈴木友子（テナーサックス）：上野樹里
- 大津明美（テナーサックス）：根本直枝
- 久保千佳（アルトサックス）：あすか
- 岡村恵子（アルトサックス）：中村知世
- 清水弓子（バリトンサックス）：松田まどか
- 斉藤良江（トランペット）：貫地谷しほり
- 石川理絵（トランペット）：金崎睦美
- 下田玲子（トランペット）：あべなぎさ
- 宮崎美郷（トランペット）：長嶋美紗
- 関口香織（トロンボーン）：本仮屋ユイカ
- 吉田加世（トロンボーン）：前原絵理
- 木下美保（トロンボーン）：中沢なつき
- 小林陽子（トロンボーン）：辰巳奈都子
- 渡辺弘美（ギター）：関根香菜
- 山本由香（ベース）：水田芙美子
- 田中直美（ドラムス）：豊島由佳梨
- 中村拓雄（ピアノ）：平岡祐太

### 鈴木友子家
- 友子の父・鈴木泰三：小日向文世
- 友子の母・鈴木早苗：渡辺えり子
- 友子の妹・鈴木亜紀：金子莉奈
- 友子の祖母・鈴木みえ：桜むつ子

### 山河高校関係者
- 数学教師・小澤忠彦：竹中直人
- 音楽教師・伊丹弥生：白石美帆
- 久保田先生：宝井誠明
- 吹奏楽部の部長：高橋一生
- 野球部の部員・井上：福士誠治
- 女生徒・千恵：岩佐真悠子

### その他
- バスの運転手：佐藤二朗
- 弁当屋：森下能幸
- さくらんぼテレビジョンの看板アナウンサー：武田祐子（フジテレビアナウンサー）
- 電話連絡網の同級生・佐々木さん：中沢なつき（声の出演）
- 老婆：森康子
- 楽器店の店員：江口のりこ
- スーパー店長・高橋：木野花
- スーパーフロアチーフ・岡村：大倉孝二
- 値引シールを要求するスーパーの客：伊藤沙由里
- 兄弟デュオの兄・高志：眞島秀和
- 兄弟デュオの弟・雄介：三上真史
- 公園前の奥さん：林田麻里
- カラオケボックス店員・伊藤：徳井優
- パチンコ屋店長：田中要次
- パチンコ屋の客：坂田聡
- パチンコ屋の客：山口れお
- ヤマハ音楽教室の先生・森下（トロンボーン）：谷啓
- ヤマハ音楽教室の生徒・真澄（ウッドベース）：西田尚美
- ヤマハ音楽教室の生徒・聡（電子ピアノ）：谷本和優
- 列車の車掌：小形雄二
- 列車の乗客：岸本ひろし
- 音楽ホールの司会者：菅原大吉

## スタッフ
- 脚本・監督：矢口史靖
- 製作：亀山千広、島谷能成、森隆一
- エグゼクティブプロデューサー：桝井省志
- 企画：関一由、藤原正道、千野毅彦
- プロデューサー：関口大輔、堀川慎太郎
- 宣伝プロデューサー：原田恵理子
- 脚本協力：矢口純子（矢口監督の妻）
- 音楽：ミッキー吉野、岸本ひろし
- レコーディングエンジニア：濱本真澄
- バンドディレクション：山口れお
- 撮影：柴主高秀
- 照明：長田達也
- 録音：郡弘道
- 美術：磯田典宏
- 編集：宮島竜治
- 助監督：片島章三
- ラインプロデューサー：毛利達也
- 製作担当：前村祐子
- 監督助手：成瀬朋一、杉田満、荒木賀子
- アニマルトレーナー：沼田和男
- 方言指導：眞島秀和、伊藤沙由里（主に眞島の不在時）
- 制作：フジテレビ、アルタミラピクチャーズ、東宝、電通

## 製作
メインキャストはオーディションで上野樹里、平岡祐太、貫地谷しほり、本仮屋ユイカ、豊島由佳梨の順で決定した。豊島由佳梨演じる田中直美の毛髪は岸田劉生の麗子像をイメージして製作された特注のカツラである。メンバーの16人の女の子に対し監督の矢口は、「平岡は絶対お前らには手を出さないから安心しろ。しかしお前らは油断ならない。絶対に平岡に手を出すなよ」と釘を刺したという。「ウチくる!?」2013年10月20日出演時に、共演者が明かす。
メンバーの中には学生時代に吹奏楽部などで担当楽器を経験していた者もいたが専門家は1人もおらず、上野樹里をはじめとするメインキャスト5名は担当楽器の経験が全くないという状況で始められた。2003年5月から楽器練習を開始し、２度の合宿を含む約３カ月の猛特訓を経て、7月25日に山形県置賜地方にて夏編のクランクインを迎える。夏編クランクイン後も映画の撮影と平行して演奏練習が続けられ、8月中旬には劇中ラストの音楽ホールを撮影。その他の多くの演奏シーンも撮影された。9月1日に夏編クランクアップ。翌2004年2月17日に冬編クランクイン。劇中で非常に重要なシーンとなった冬の列車シーンや学校校庭シーンなど、冬の風景をつかったシーンの撮影を行い、同月25日に冬編クランクアップ。途中「SWING GIRLS オリジナルサウンドトラック」の製作をはさみつつ、全ての撮影を終える。

### 主なロケ地
山形県
- 米沢市
- 長井市
- 南陽市
- 東置賜郡高畠町
- 東置賜郡川西町
- 西置賜郡白鷹町

### 音楽
劇中およびサウンドトラックへ収録、()内は作曲家と発表年度。
劇中の主な演奏楽曲
- A列車で行こう（ビリー・ストレイホーン、1941年）
- 故郷の空（スコットランド民謡）
- メイク・ハー・マイン（エリック・エース、1965年）
- イン・ザ・ムード（ジョー・ガーランド、1939年）
- ムーンライト・セレナーデ（グレン・ミラー、1939年）
- メキシカン・フライヤー（ケン・ウッドマン、1965年）
- シング・シング・シング（ルイ・プリマ、1936年）

ライブステージ他にて演奏
- アップタイト（スティーヴィー・ワンダー、1966年）
- アイーダ凱旋行進曲（ヴェルディ、1871年）
- オーバー・ザ・レインボー（ハロルド・アーレン、1939年，映画「オズの魔法使」より）
- キャラバンの到着（ミシェル・ルグラン、1966年，映画「ロシュフォールの恋人たち」より）

その他
- キャラバン（デューク・エリントン＆ファン・ティゾール、1935年）[注釈 2]

### 派生作品
7編のサイドストーリーが製作され、DVDスウィングガールズ スペシャル・エディションの特典映像として収録された。
『デッド・オア・デリバリー』
スウィングガールズ達による食中毒騒ぎとなった弁当は、波乱万丈であった。妻に尻に敷かれる弁当屋の主人の、デリバリー中の不幸を描く。
- 監督・脚本：矢口史靖（本編監督・脚本）
- キャスト：森下能幸、林田麻里、田中要次

『スイング to スウィング』
中村拓雄はなぜ、野球部の井上先輩を見ると萎縮するのか？斉藤良江達はバンドを始めるまでは何をしていたのかを描く。
- 監督・脚本：片岡英子（本編メイキング担当）
- キャスト：平岡祐太、貫地谷しほり、中沢なつき、あべなぎさ、辰巳奈都子、長嶋美紗、福士誠治
- 主題歌：シング・シング・シング

『シーラカンス！』
渡辺弘美（ギター）と山本由香（ベース）が辞めたバンドのエピソード。
- 監督・脚本：杉田満（本編監督助手）
- キャスト：眞島秀和、三上真史、関根香菜、水田芙美子
- 主題歌：挿入歌「100パーセントの恋心」歌・眞島秀和、三上真史（シーラカンス）

『MONKEY GIRL！』
鈴木友子はどうやってiMacを手に入れたか？
- 監督・脚本：荒木賀子（本編監督助手）
- キャスト：上野樹里、桜むつ子、田中要次、堀内博、奥原邦彦、長澤明子、鈴木智恵子、星野ゆか
- 主題歌：A列車で行こう

『休日』
田中直美のある休日の話。
- 監督：成瀬朋一（本編監督助手）
- キャスト：豊島由佳梨、金子莉奈、金崎睦美、根本直枝、あべなぎさ、前原絵理、田中要次、山口れお

『サプライズ』
久保千佳のサプライズバースデーをしようとした。さて、思い通りにことは運ぶのか？
- 監督：堀川慎太郎（本編プロデューサー）
- キャスト：根本直枝、金崎睦美、長嶋美紗、あすか、中村知世

『フライング』
関口香織の初恋？物語
- 監督：片島章三（本編助監督）
- キャスト：本仮屋ユイカ、あすか、辰巳奈都子、中沢なつき、中村知世、松田まどか

## プロモーション
2004年7月5日、渋谷CLUB QUATTROにてお披露目ライブを兼ねた映画完成会見を行う。この日が1年前に集まった17人のバンド「スウィングガールズ＆ア・ボーイ」デビューの日となった。
映画キャンペーンのためにフジテレビ「お台場映画王」などのイベントへの出演、TV番組への出演、2004年8月28日から8月31日の4日間で東北各地にて演奏活動（通称「東北キャラバン」「東北キャンペーン」）を経て、9月11日に記念すべき劇場公開初日を迎える。
公開初日、大阪梅田ナビオTOHOプレックスおよび東京日比谷シャンテ シネにて舞台挨拶を行い、その合間を縫うようにフジテレビ「メディア見たもん勝ち!ゼルマ」へ出演して初めての生放送番組で演奏を披露した。
劇場公開後はスウィングガールズ＆ア・ボーイの状況は一変。劇場公開開始から1カ月を経た頃から東京都内と東北の数箇所で監督や一部のメンバーによる舞台挨拶を開催。監督やメンバーがロケ地を訪問し地元でイベントも開催された。

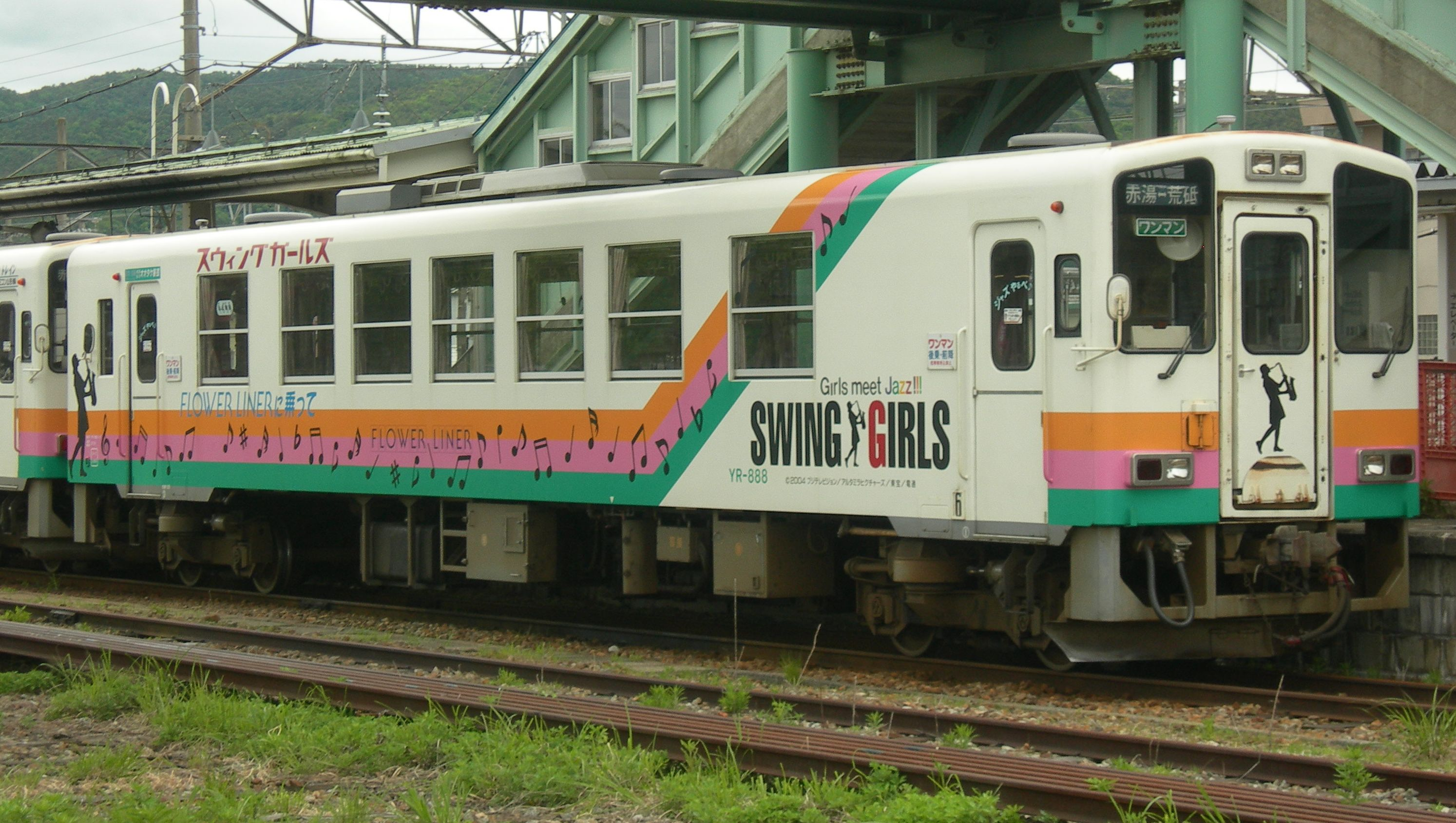
映画のラッピングが施された山形鉄道の車両（2009年撮影）

9月10日には山形鉄道フラワー長井線にラッピング列車が運行開始した。
9月18日には渋谷パルコパート1前にて「スウィングガールズ渋谷ジャック！」ライブ。9月19日はさくらんぼテレビのイベントで生放送ライブを行い、会場となったさくらんぼテレビ駐車場には入りきらないくらいの山形県民が押し寄せた（矢口監督談）。同日夕方からロケの中心となった米沢市の米沢サティ（主人公らのアルバイト先）屋上駐車場でイベントが行われ直後、向かいのワーナー・マイカル・シネマズ米沢にて舞台挨拶を行う。あまりの多さに2館での舞台挨拶となった。翌9月20日にはフジテレビ「とくダネ!」へも出演し、生放送で自分達の演奏を披露。公開初日時点で予定されたバンドとしての活動は、その9月20日のフジテレビ「とくダネ!」出演までだった。
2004年10月にはアメリカのニューヨークで行われた映画「スウィングガールズ」海外初試写会へバンドも同行し、初の海外演奏を行う。更に 11月には映画市 "American Film Market" への出品にあわせてロサンゼルスへも同行。会場にて演奏を披露した。
バンド「スウィングガールズ＆ア・ボーイ」の最初で最後のコンサート「SWING GIRLS First & Last Concert」を 2004年12月27日～28日の二日間にかけてホテル日航東京内「山河高校大講堂」にて開催。そのコンサートをもってデビューしてから約半年、17人が集まってから約1年半に渡ったバンド活動を終えた。このコンサートに本仮屋ユイカは不参加。そのため、劇中で音楽祭のラストで披露された"Sing, Sing, Sing"において彼女が担当したトロンボーン・ソロは、中沢なつきが担当した。
2005年1月15日にはフジテレビ「MUSIC FAIR21」に出演した（2004年12月21日収録）。
2005年2月12日にはロケが行われた山形県川西町フレンドリープラザにて地元ファンをはじめとする多くの映画ファン達の手によって「映画スウィングガールズ記念 東北学生（＆一般）音楽祭」が開催された。劇中のラストシーンを再現するかのごとく開催日程は計画され、ロケで実際に使用された小道具・セット類を用いられたこの音楽祭は、映画「スウィングガールズ」そしてバンド「スウィングガールズ＆ア・ボーイ」が蒔いた音楽の種が着実に息づいていることを示すひとつの出来事となった。
2005年11月4日、プレミアムステージでの放送に合わせ、前夜祭ライブで再結成された。
2006年3月10日に主演の上野樹里が訪韓し、3月23日から韓国で公開されるスウィングガールズのプロモーション活動を行った。

## 受賞歴
- 第28回日本アカデミー賞[9]

※同年の受賞部門数最多作品
- 優秀作品賞
- 優秀監督賞：矢口史靖
- 最優秀脚本賞：矢口史靖
- 最優秀音楽賞：ミッキー吉野／岸本ひろし
- 最優秀録音賞：郡弘道
- 最優秀編集賞：宮島竜治
- 新人俳優賞：上野樹里、平岡祐太
- 話題賞：作品部門[10]

- 第26回ヨコハマ映画祭
  - 日本映画ベストテン：第4位[11]
  - 日本映画個人賞[12]

脚本賞：矢口史靖
撮影賞：柴主高秀（「スウィングガールズ」、「深呼吸の必要」、「解夏」）
最優秀新人賞：上野樹里 （「スウィングガールズ」、「ジョゼと虎と魚たち」、「チルソクの夏」）
- 第14回日本映画批評家大賞：作品賞[13]

- 第78回キネマ旬報日本映画ベスト・テン：第7位[14]

- 第47回ブルーリボン賞：日本映画ベストテン[要出典]

- 第46回日本レコード大賞

企画賞：SWING GIRLS & ミッキー吉野 他（「SWING GIRLS」ORIGINAL SOUNDTRACK／ユニバーサルミュージック株式会社）
- 第19回日本ゴールドディスク大賞

サウンドトラック・アルバム・オブ・ザ・イヤー（Soundtrack Album of the Year）：SWING GIRLS／ミッキー吉野（スウィングガールズ オリジナル サウンドトラック／ユニバーサル ミュージック）
- 第2回日本映画・テレビ録音協会録音賞：奨励賞[18][19]

- 第29回エランドール賞

プロデューサー奨励賞：桝井省志
- 第59回毎日映画コンクール

スポニチグランプリ新人賞：上野樹里（「チルソクの夏」、「スウィングガールズ」）

## 関連商品

### Blu-ray
- 映画：スウィングガールズ　Blu-ray（東宝、2008年10月24日発売）[22]

### DVD
- 映画：スウィングガールズ（東宝、2005年3月25日発売）[23]

1. スタンダード・エディション
2. スペシャル・エディション（2枚組）
3. プレミアム・エディション（3枚組）

- ライブ：スウィングガールズ・ファースト＆ラストコンサート

（フジテレビジョン・アルタミラミュージック・ポニーキャニオン、2005年4月6日発売）

### CD
- サウンドトラック：「スウィングガールズ」オリジナル・サウンドトラック

（
ユニバーサル・ミュージック、2004年8月21日発売，邦楽アルバム2004年10月度ゴールドアルバム認定）
- ライブ：SWING GIRLS LIVE!!（ユニバーサル・ミュージック、2005年3月23日発売）[27]

### 本
- スウィングガールズ公式ガイドブック Swing a gogo!!：ISBN 978-4048537919（角川書店、2004年9月）
- スウィングガールズ オフィシャルブック：ISBN 978-4054025868（学習研究社、2004年9月）
- スウィングガールズ：ISBN 978-4840111362（矢口史靖著、メディアファクトリー、2004年9月）
- スウィングガールズと始めるジャズ入門(日経BPムック)：ISBN 978-4822217372

（日経エンタテインメント!編、日経BP社、2004年10月）
- 「スウィングガールズ」絵コンテ集(キネ旬ムック)：ISBN 978-4873766126（矢口史靖著、キネマ旬報社、2004年10月）